# Anilicus rectilineatus
Anilicus rectilineatus là một loài bọ cánh cứng trong họ Elateridae. Loài này được Gullan miêu tả khoa học năm 1977.